# Rivière Saint-Nicolas
Pour les articles homonymes, voir Saint-Nicolas.
La rivière Saint-Nicolas est située dans la municipalité de Franquelin, dans la municipalité régionale de comté (MRC) de Manicouagan, dans la région administrative de la Côte-Nord, au Québec, au Canada.

## Géographie
Le bassin de la rivière Saint-Nicolas est situé entre celui de la rivière Franquelin (à l'Ouest) et celui de la rivière Godbout (à l'Est).
Le Grand lac Saint-Nicolas constitue le lac de tête de la rivière Saint-Nicolas. En descendant vers le sud, la rivière traverse la municipalité de Franquelin, où elle se déverse dans la Grande baie Saint-Nicolas du fleuve Saint-Laurent à l'Est du village de Franquelin après voir passé sous la route 138 qui longe le littoral.

## Toponymie
Le toponyme « Rivière Saint-Nicolas » a été officialisé le 5 décembre 1968 à la Banque des noms de lieux de la Commission de toponymie du Québec. Il évoquerait la mémoire de Nicolas Godbout ou Godebout (1634-1674).